# José Dufresne
José Dufresne (Mataró, 1707–Madrid, 1 de abril de 1786) fue un ingeniero militar español, gobernador Puerto Rico desde 1776 hasta 1783. Como gobernador, compró el edificio de la Casa Blanca de San Juan a los herederos de Juan Ponce de León y fundó la Maestranza de Artillería. En 1777, en el marco de la Guerra de Independencia de los Estados Unidos, Dufresne, se opuso a librar dos goletas norteamericanas, llamadas Endawock y Henry, refugiadas en el puerto de San Juan de Puerto Rico, a una fragata inglesa de la Marina Real Británica, la Glasgow. También prohibió las peleas de gallos. Murió en Madrid a los 79 años, el 1 de abril de 1786.